# 安·班农
安·班农（英語：Ann Bannon，1932年9月15日—），原名安·韦尔迪（Ann Weldy），是一位美国作家。1957年至1962年间，她写作了6部女同性恋低俗小说，统称为《比波·布林克尔编年史》。这一系列书历久不衰，对女同性恋者的身份产生了深刻影响；班农本人亦因此被誉为“女同低俗小说之后”。